# Kasteel van Saint-Cloud

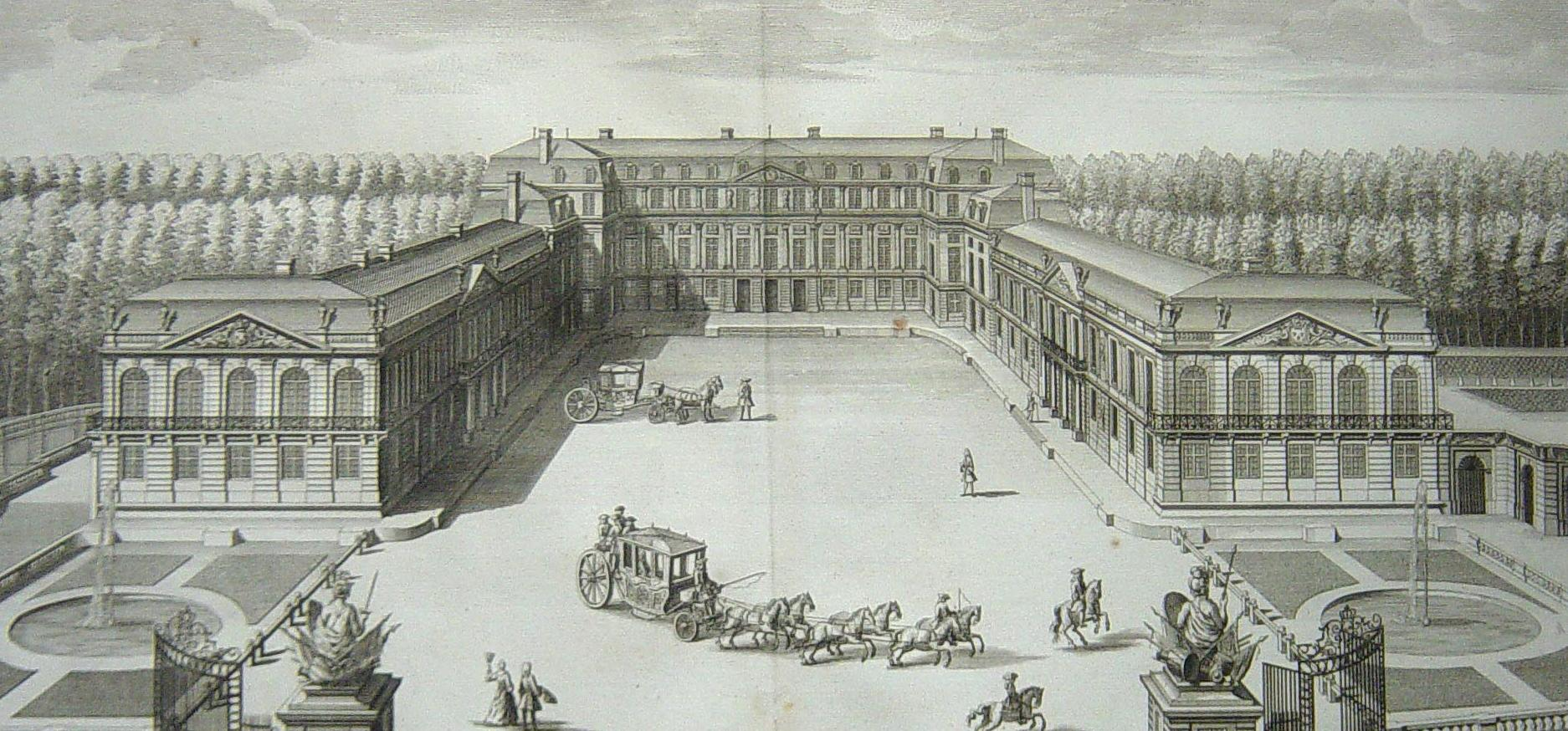
17e-eeuwse afbeelding van het Kasteel van Saint-Cloud

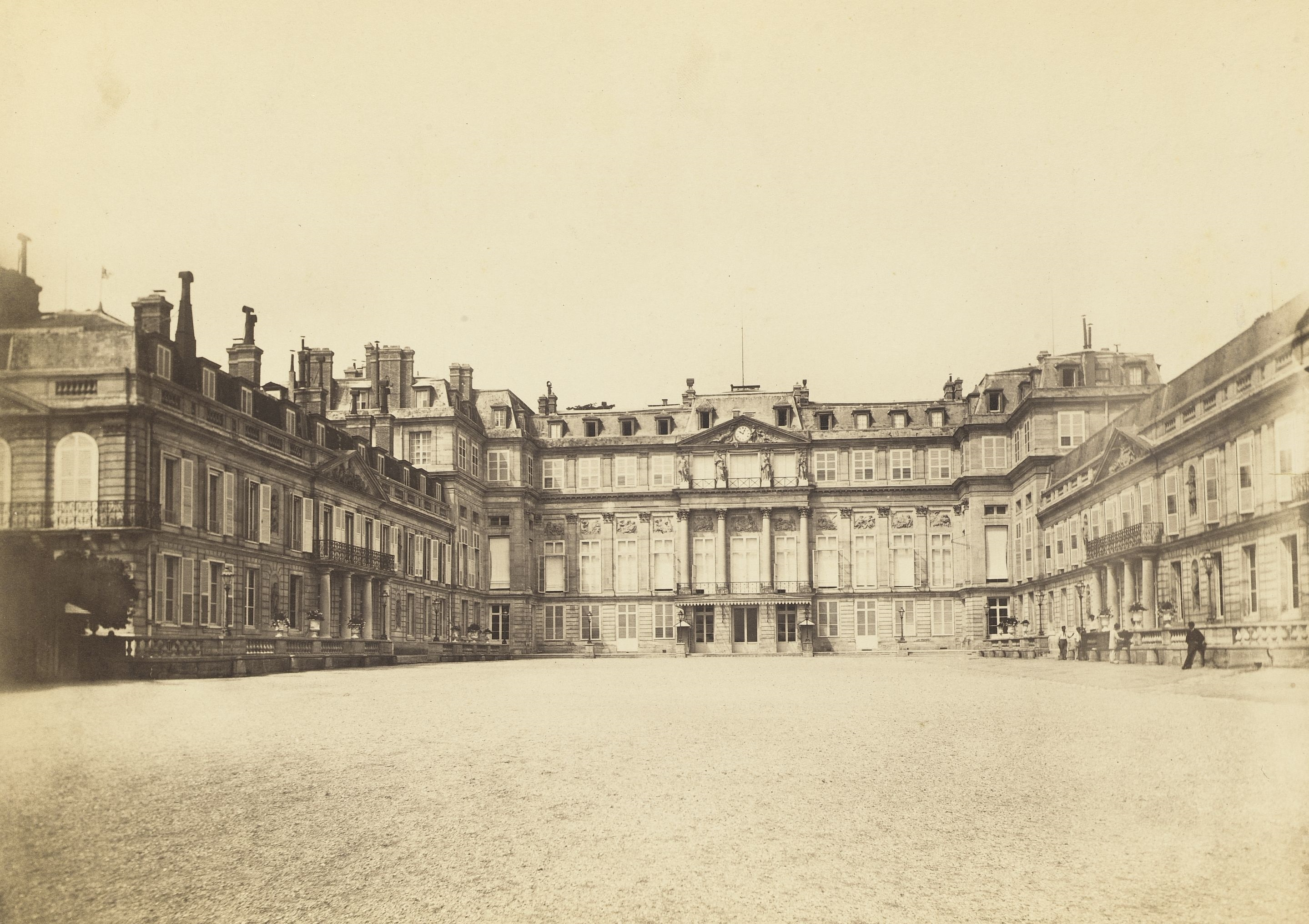
19e-eeuwse foto van het paleis

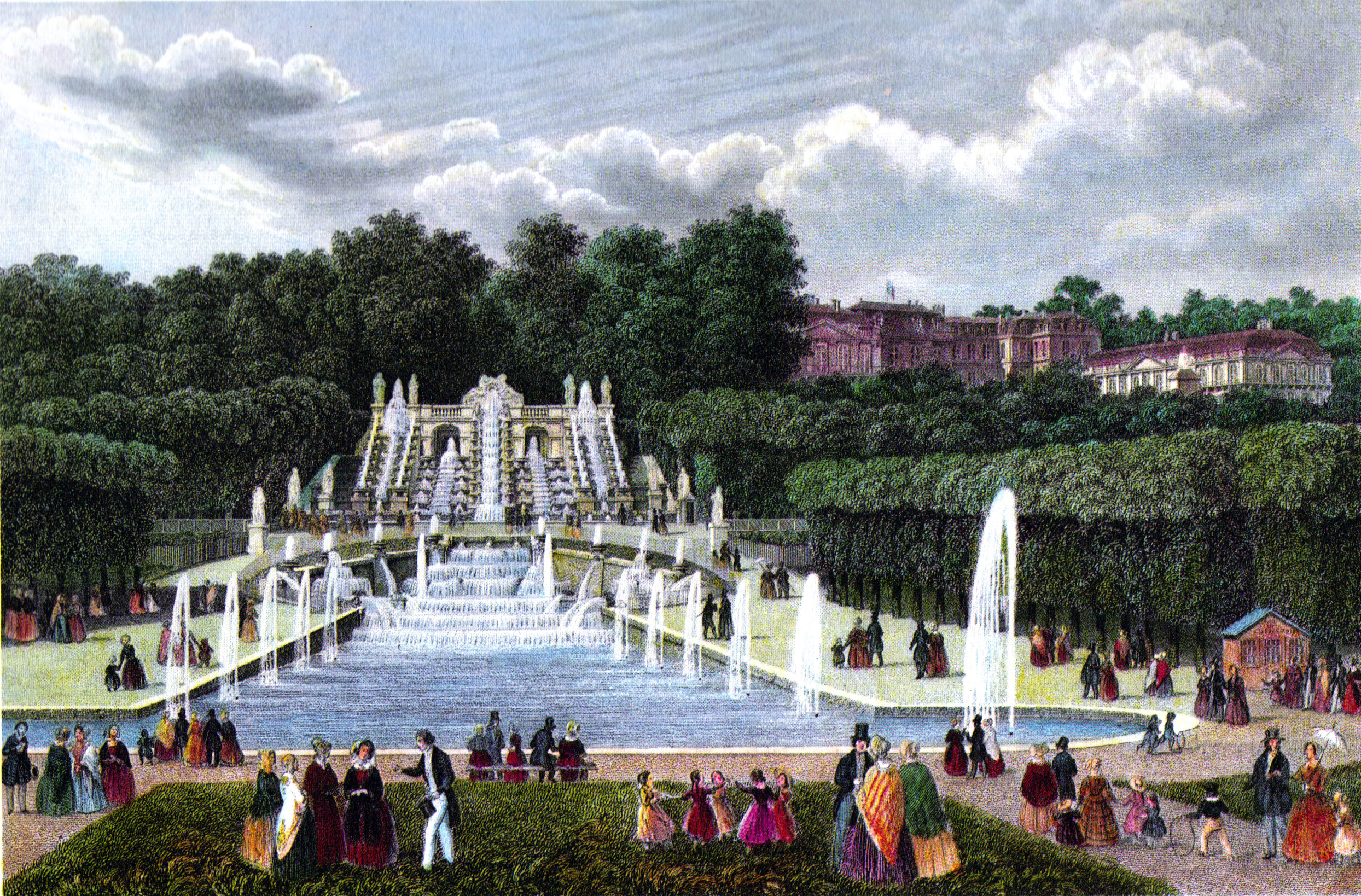
Het château en een fontein rond 1845

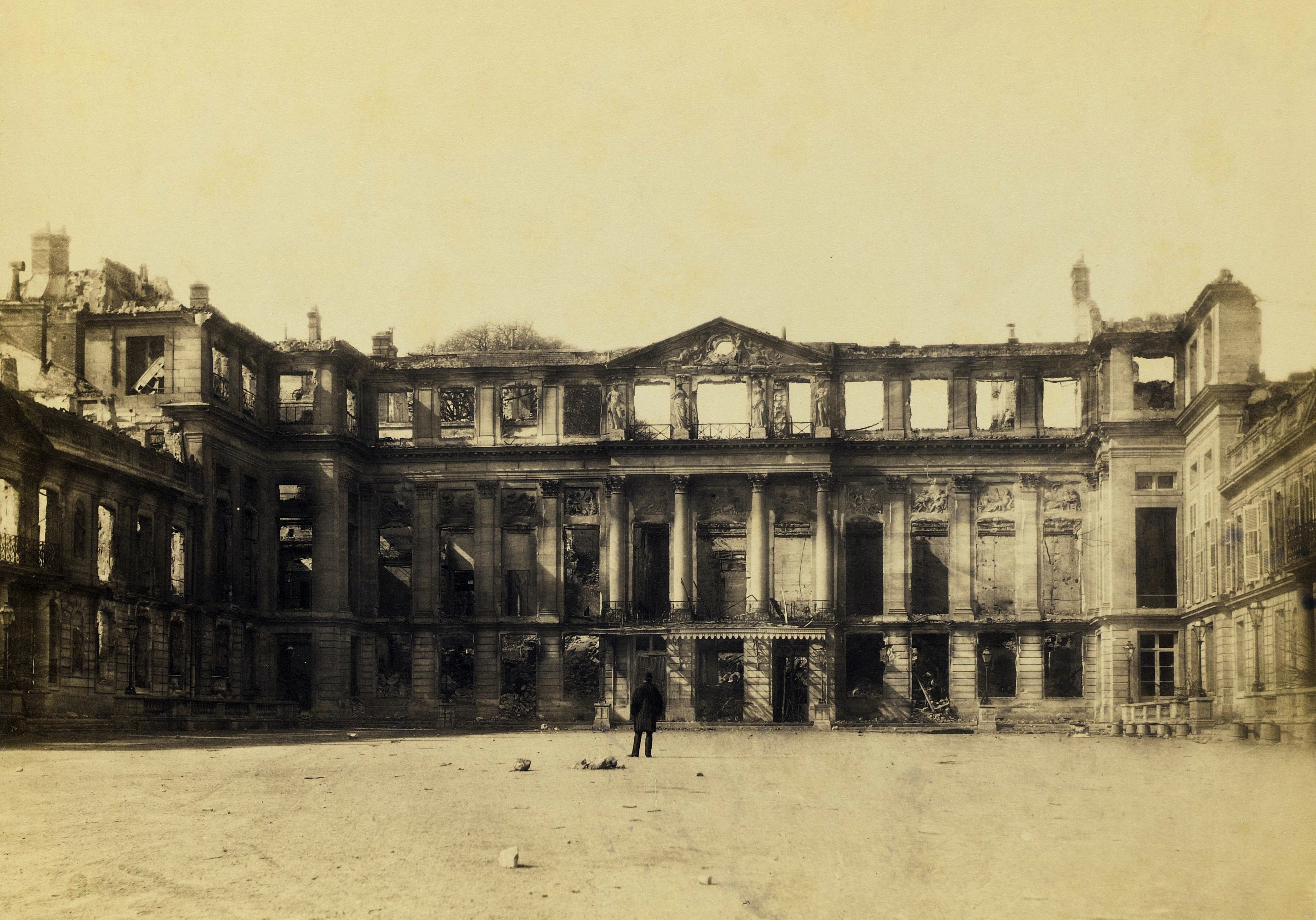
De ruïnes van Saint-Cloud nadat het in 1870 afbrandde

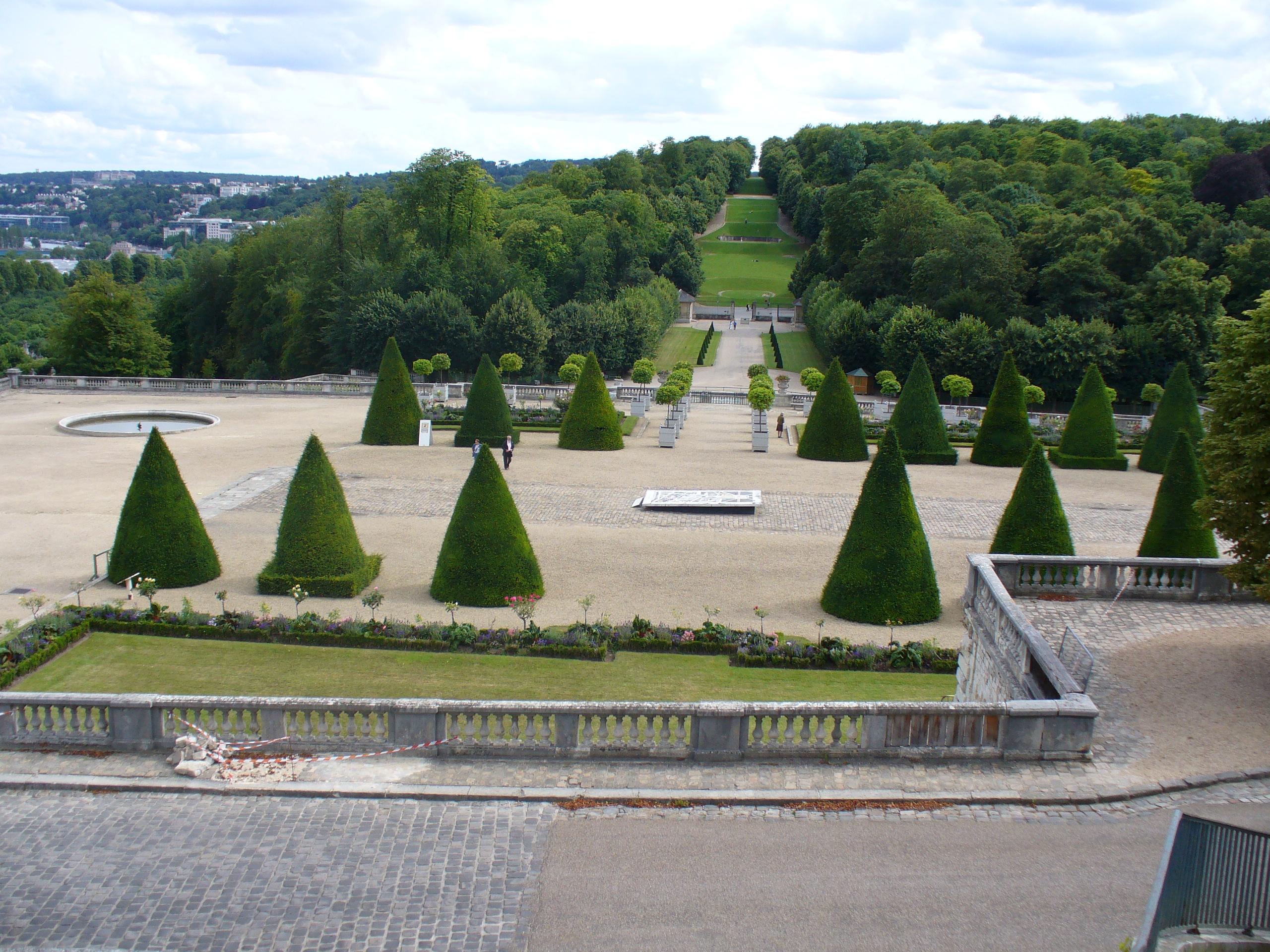
Het huidige park; de bomen geven de plek aan waar het paleis vroeger stond

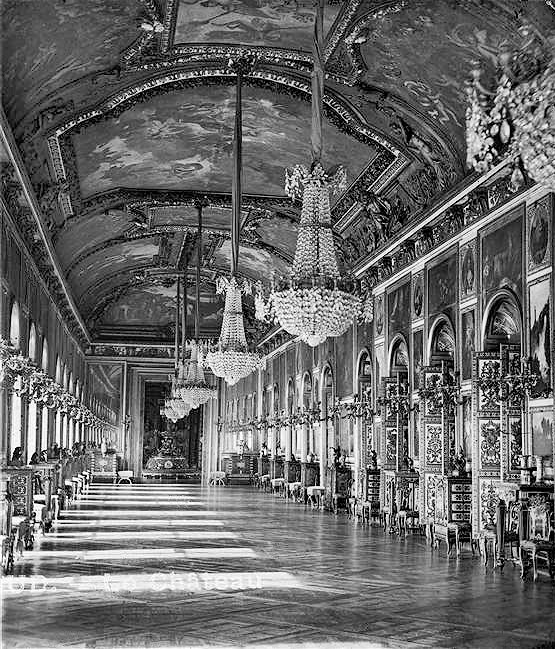
De Apollogalerij was ouder dan de gelijkaardige Spiegelzaal van Versailles

Het Kasteel van Saint-Cloud (Frans: Château de Saint-Cloud) was een kasteel in Saint-Cloud, ongeveer 10 kilometer ten westen van Parijs, uitkijkend op de Seine. Het was befaamd voor zijn schoonheid en lag in een prachtig park. 
Het kasteel was het belangrijkste buitenverblijf van de hertogen van Orléans en diende later als residentie van onder meer Marie Antoinette, Napoleon I en Napoleon III.
Het kasteel brandde af tijdens het Beleg van Parijs in 1870. Het park bleef bewaard. 

## Geschiedenis

### Hôtel d'Aulnay
Het oorspronkelijke huis op deze plek, Hôtel d'Aulnay geheten, werd in de 16e eeuw uitgebreid tot een kasteel door de Gondi's, een rijke Franse familie van bankiers. In 1589, tijdens de Hugenotenoorlogen, verbleef koning Hendrik III van Frankrijk in het kasteel. Terwijl hij daar voorbereidingen trof om Parijs aan te vallen, werd hij vermoord door een fanatieke monnik, Jacques Clément.

### 17e eeuw
Het kasteel bleef in de familie Gondi tot 1655, toen het in handen van de bankier Barthélemy Hervart kwam. Op 8 oktober 1658 hield Hervart er een groot feest voor de Zonnekoning Lodewijk XIV, Lodewijks moeder Anna van Oostenrijk en kardinaal Mazarin. Acht dagen later kocht Lodewijks broer, hertog Filips van Orléans, het kasteel en het omringende landgoed van Hervart voor 240.000 livres.
Filips maakte van het kasteel zijn zomerresidentie en bleef het kasteel uitbreiden tot zijn dood in 1701 . Het kreeg een U-vorm dat open was aan de oostkant, richting Seine. Het oorspronkelijke kasteel, dat op het zuiden had uitgekeken, werd deel van de linkervleugel. Aan de achterkant werd een oranjerie gebouwd. Door de gehele rechtervleugel liep een 45 meter lange galerij, de Galerie d'Apollon met afbeeldingen van mythes van Apollo geschilderd door Pierre Mignard, en aan beide kanten van de galerij werd een salon gebouwd. Lodewijk XIV was hier zo onder de indruk van dat hij in 1678 opdracht gaf om ook een dergelijke galerij aan te leggen in Versailles. In deze periode bereikten de tuinen van het paleis, ontworpen door André le Nôtre, ook hun grootste omvang. In totaal zou Filips 156.000 livres besteed hebben aan de verbouwing en verfraaiing van Saint-Cloud.
Anne Marie van Orléans werd in 1669 geboren in Saint-Cloud. Filips' vrouw Henriëtta Anne van Engeland stierf er in 1670.

### 18e eeuw
Het kasteel van Saint-Cloud bleef het grootste deel van de 18e eeuw in handen van Filips' nakomelingen, de hertogen van Orléans. In die periode gebeurden er geen ingrijpende werken. Er werd nog een hermitagewoning gebouwd en in 1743 liet Louise Henriëtte van Bourbon-Conti een spektakelzaal bouwen in het kasteel.
In 1784 kocht koning Lodewijk XVI het paleis van Lodewijk Filips I van Orléans voor zijn vrouw Marie Antoinette voor de som van 6 miljoen livres. Marie Antoinette huurde de architect Richard Mique in om Saint-Cloud naar haar smaak te verbouwen. Mique vergrootte het corps de logis en de achterkant van de rechtervleugel en bouwde een nieuw trappenhuis. Marie Antoinette liet ook meubels speciaal voor Saint-Cloud maken.
Na het uitbreken van de Franse Revolutie werd het paleis tot bien national (nationaal goed) verklaard en werd het eigendom van de staat. 
Het kasteel van Saint-Cloud speelde een belangrijke rol tijdens de staatsgreep van 18 Brumaire door generaal Napoleon Bonaparte in 1799. Tijdens deze staatsgreep verhuisde het Franse parlement tijdelijk van Parijs naar Saint-Cloud. Toen Bonaparte verscheen in de oranjerie van het kasteel, waar de Raad van Vijfhonderd (het lagerhuis) in sessie was, werd hij aangevallen door woedende parlementsleden, en alleen door ingrijpen van zijn lijfwachten lukte het hem te ontsnappen. Napoleons broer Lucien Bonaparte, destijds voorzitter van de Raad, glipte de zaal uit en meldde aan de troepen die buiten stonden dat de Raad bedreigd werd door een groep met dolken gewapende afgevaardigden. Hierop marcheerden de troepen de oranjerie in en ontruimden de zaal.

### 19e eeuw
Op 18 mei 1804 werd Napoleon in het Kasteel van Saint-Cloud uitgeroepen tot keizer der Fransen. Het kasteel werd zijn geliefde zomerresidentie. Hij veranderde de Salon de Vénus in zijn troonzaal en hij liet een theaterzaal bouwen in de orangerie en de Lantaarn van Demosthenes in het park. In 1810 werd het burgerlijk huwelijk tussen Napoleon en Marie-Louise voltrokken in het kasteel.
In 1815 werd het kasteel bezet door Pruisische troepen, die grote schade aanrichtten aan het interieur. De overgave van Parijs werd getekend in het kasteel.
Koning Karel X verbleef vaak in het kasteel. Dit was niet het geval voor burgerkoning Lodewijk Filips, die liever in zijn paleis in Neuilly verbleef. Lodewijk Filips liet het kasteel en het kasteelpark wel restaureren.
Ook Napoleon III werd in het Kasteel van Saint-Cloud tot keizer uitgeroepen, op 1 december 1852 in de Galerie d'Apollon. Napoleon en zijn vrouw, keizerin Eugénie, hielden elke lente en herfst hof op Saint-Cloud. Napoleon III liet in 1862 de oranjerie afbreken.
Op 28 juli 1870 verklaarde Napoleon III in het Kasteel van Saint-Cloud oorlog aan Pruisen. Tijdens het Beleg van Parijs in de daaropvolgende Frans-Pruisische Oorlog bombardeerden Pruisische troepen de stad vanaf de hoogte van Saint-Cloud. Het kasteel werd geraakt door Frans tegenvuur en brandde af op 13 oktober 1870.
De resterende muren werden in 1890 afgebroken. Het fronton van de rechtervleugel werd opgekocht door koning Ferdinand I van Bulgarije en geïntegreerd in zijn paleis Euxinograd aan de Zwarte Zee.

## Moderne tijd
Vandaag de dag zijn het park rond het kasteel en enkele bijgebouwen overgebleven. Het gebied van 460 hectare is nu het Domaine national de Saint-Cloud en wordt beheerd door het Franse ministerie van cultuur. 
Een van de bijgebouwen in het park is het Pavillon de Breteuil, waar het Bureau international des poids et mesures is gevestigd. 
De beeldengroep La France couronnant l'Art et l'Industrie, die oorspronkelijk de ingang van het (voor de wereldtentoonstelling van 1855 gebouwde) Palais de l'Industrie sierde, werd in 1900 verplaatst naar Saint-Cloud.
In 1999 werd het park zwaar beschadigd door een storm. Sinds 2003 wordt het rockfestival Rock en Seine in het park van Saint-Cloud gehouden. In 2005 kreeg het park van de Franse regering de status Jardin remarquable (buitengewone tuin) toegekend. In 2006 werd de stichting Reconstruisons Saint-Cloud! opgericht, dat het doel nastreeft om het kasteel te herbouwen.